# نوري روان
نوري روان (بالإنجليزية: Norrie Rowan)‏ هو لاعب اتحاد الرغبي بريطاني، ولد في عقد 1950.